# Zweden op het Junior Eurovisiesongfestival 2005
Zweden nam deel aan het Junior Eurovisiesongfestival 2005 in Hasselt, België. Het was de 3de deelname van het land op het Junior Eurovisiesongfestival. De selectie verliep via een nationale finale. SVT was verantwoordelijk voor de Zweedse bijdrage voor de editie van 2005.

## Selectieprocedure
Reeds enkele weken na afloop van het Junior Eurovisiesongfestival 2004 gaf de Zweedse nationale omroep te kennen te zullen deelnemen aan de derde editie van het Junior Eurovisiesongfestival. De selectieprocedure volgde hetzelfde stramien als in 2004. Geïnteresseerde konden een nummer indienen bij Sveriges Television, waarna een vakjury tien finalisten uitkoos.
Lilla Melodifestivalen werd op 7 oktober gehouden. De show werd gepresenteerd door Nanne Grönvall en Shan Atci. De televoters en een vakjury kozen de winnaar. Uiteindelijk ging M+ met de zegeplam aan de haal. Aldus mocht de meidengroep voor Zweden naar het Belgische Hasselt.

## Lilla Melodifestivalen 2005
| Plaats | Artiest        | Lied                   | Jury | Publiek | Totaal |
| ------ | -------------- | ---------------------- | ---- | ------- | ------ |
| 1      | M+             | Gränslös kärlek        | 48   | 50      | 98     |
| 2      | Ana            | Dansa är OK            | 16   | 60      | 76     |
| 2      | Julia          | Jag vill inte förklara | 46   | 30      | 76     |
| 4      | Lu.Ke          | Hela världen snurrar   | 24   | 40      | 64     |
| 5      | My             | Mamma förlåt           | 20   | 20      | 40     |
| 7      | LaLi           | Du får ta mitt hjärta  | 28   | 10      | 38     |
| 7      | Nathalie       | Utan dig               | 28   | 10      | 38     |
| 8      | Ida & Jessie   | Coola brudar           | 16   | 10      | 26     |
| 9      | Alex & William | Vill du bli min tjej?  | 12   | 10      | 22     |
| 9      | Ludde          | Håkan kråkan           | 12   | 10      | 22     |

## In Hasselt
Zweden trad was als zesde land aan de beurt, net na Rusland en voorafgaand aan het Verenigd Koninkrijk. Nadat alle punten verdeeld waren, werd duidelijk dat Zweden er 22 had ontvangen. Hiermee bereikte M+ de 15de plaats op 16 deelnemers. Het was voor de derde maal op rij dat Zweden op de 15de plaats eindigde.
2003 · 2004 · 2005 · 2006 · 2007 · 2008 · 2009 · 2010 · 2011 · 2012 · 2013 · 2014 · 2015-2024
België · Denemarken · Griekenland · Kroatië · Letland · Macedonië · Malta · Nederland · Noorwegen · Roemenië · Rusland · Servië en Montenegro · Spanje · Verenigd Koninkrijk · Wit-Rusland · Zweden